# 1145
1145 (MCXLV) je bilo navadno leto, ki se je po julijanskem koledarju začelo na ponedeljek.

## Dogodki
- 18. april - Perihelij Halleyjevega kometa. S severne poloble je dobro viden 78 dni. 1222 ↔

### Evropa

#### Rimska komuna
- 31. januar - Papež Lucij II. se naveliča čakati na pomoč nemškega kralja Konrada III. in se z manjšo vojsko odpravi proti Kapitolu, da bi napadel senatorje. Konzul rimske komune Giordano Pierleoni napad odbije. Lucij II. je v pouličnih neredih smrtno ranjen, ko ga v glavo zadane kamen. ↓
- → 15. februar - Umrlega papeža Lucija II. nasledi Evgen III., 167. papež po seznamu.[1] Ostalih protikandidatov za ta nevaren položaj ni bilo. ↓
- → Ker konzolu Giordanu Pierleoniju po papeževi smrti ne uspe zagotoviti  reda v mestu le-ta odstopi.↓
- → Obsojeni in utišani avguštinski menih Arnold iz Brescie, ki je vztrajno pridigal o vrlinah apostolske ubožnosti in obsojal cerkveno razsipništvo, se vrne v Rim, kjer se pridruži na novo ustanovljeni republiki in hitro postane njen duhovni vodja.

#### Ostalo po Evropi
- 1. december - Papež Evgen III. izda bulo Quantum praedecessores, s katero napove drugo križarsko vojno.
- Neodvisno od papeža je francoski kralj Ludvik VII. že vso leto pripravljal svoj križarski pohod, ki ga zgodovina prišteva med drugo kr. v. 1146 ↔
- Francija: prične se gradnja Stolnica blažene Device Marije, Chartres. Gradnja veličastne stolnice predstavlja za mesto, ki ima okoli deset tisoč prebivalcev, (pre)velik finančni zalogaj in traja skoraj stoletje.
- Anglija: ustanovitev cisterjanskega samostana Woburn.
- V angleški državljanski vojni med angleškim kraljem Štefanom Bloiškim in cesarico Matildo vlada začasno zatišje. Obe strani se pripavljata na odločilen spopad.

### Bližnji vzhod in Afrika
- 23. marec - Umrlega almoravidskega sultana Tašfin ibn Alija nasledi njegov sin, še malček Ibrahim ibn Tašfin. Nekoč mogočen imperij razpada na vseh koncih.↓
- → Almohadi osvojijo večino almoravidske severne Afrike in nekaj najjužnejših provinc na Iberskem polotoku.↓
- → Almohadi naženejo v oazo Tafilalt pleme Marinidov, ki se jim je poskušalo upirati. V puščavi se v naslednjih desetletjih prekalijo v bojevito ljudstvo in naslednjo dinastično hišo.
- Italonormani pod vodstvom sicilskega kralja Rogerja II. plenijo po Tripolitaniji.

### Daljni vzhod
- Korejski uradnik in učenjak Kim Pusik dokonča  »Zgodovino treh kraljestev« (Samguk Sagi) o korejski zgodovini med 1. stol. pnš. in 10. stol.

## Rojstva
- Al-Adil I., ajubidski emir Damaska in sultan Egipta, Saladinov brat († 1218)
- Amalrik II., ciprski in jeruzalemski kralj († 1205)
- Ibn Džubair, andaluzijski geograf in popotnik († 1217)
- Fariduddin Attar, perzijski pesnik, mistik († 1221)
- papež Gregor IX. († 1241)
- Kulin, bosanski ban († 1204)
- Manuel Komnen, sin cesarja Andronika I. Komnena († 1185)
- Marija Antiohijska, bizantinska cesarica, regentka († 1182)
- Marija Francoska, princesa, grofica Šampanje († 1198)
- Nadžm Al-Din Kubra, perzijski sufi († 1220)
- Sverre Sigurdsson, norveški kralj († 1202)
- Reginald Fitzurse, angleški vitez, morilec († 1173)
- Ruben III., knez Kilikijske Armenije († 1187)
- Teodora Komnena, bizantinska princesa, jeruzalemska kraljica († 1185)

## Smrti
- 15. februar - papež Lucij II.
- 23. marec - Tašfin ibn Ali, almoravidski sultan
- Zhang Zeduan, kitajski slikar (* 1085)